# Madison (Kansas)
Madison è un comune degli Stati Uniti d'America, situato nello Stato del Kansas, nella contea di Greenwood.